# Ackeem Blake
Ackeem Blake (21 de enero de 2002) es un deportista jamaicano que compite en atletismo, especialista en las carreras de velocidad.
Ganó una medalla de bronce en el Campeonato Mundial de Atletismo de 2023 y una medalla de bronce en el Campeonato Mundial de Atletismo en Pista Cubierta de 2024.

## Palmarés internacional
| Campeonato Mundial                   | Campeonato Mundial    | Campeonato Mundial | Campeonato Mundial |
| Año                                  | Lugar                 | Medalla            | Prueba             |
| ------------------------------------ | --------------------- | ------------------ | ------------------ |
| 2023                                 | Budapest (Hungría)    | Medalla de bronce  | 4 × 100 m          |
| Campeonato Mundial en Pista Cubierta |                       |                    |                    |
| Año                                  | Lugar                 | Medalla            | Prueba             |
| 2024                                 | Glasgow (Reino Unido) | Medalla de bronce  | 60 m               |